# 林子峰 (商人)
林子峰（英語：Hugo Lin Tsz-fung，1971年—），香港商人及資深投資者，是優品360創辦人之一及董事會主席兼執行董事、中國人民政治協商會議第十一屆青海省委員會委員、香港福建希望工程基金會董事、香港福建社團聯會有限公司永遠名譽主席、香港晉江社團總會副會長。

## 個人生平
林子峰是福建人，17歲那年跟隨母親移民到香港與父親團聚。當時家境並不好，而剛來香港的他尚未懂得講粵語，要逐步學習融入社會。
這個八十年代來自福建的小子，來港時與父母三人住在柴灣一間百呎不到的劏房。為了賺外快，他工餘時間去做走鬼小販，一日工作十幾個小時，許多無法掌控的意外沒令他挫敗，反而愈戰愈勇。勤力不服輸的小子憑「定要做生意」的堅強信念創造出奇蹟，如今已是優品360、FoodVille、Union等多個品牌的老闆。其業務在香港各地設有連鎖鞋店、零食店、食物工場、點心店、酒樓等。

## 投資物業
林子峰先生近年積極參與物業投資及發展多個地產項目，成績理想。
林子峰購入了多個前領展物業，是繼領展及基匯資本後香港第三大的屋邨商場私營擁有者，並由名下公司高士威集團（Ko Shi Wai (Holdings) Company Limited）負責管理日常營運事宜。2014年，分別以6.5億、5.4388億、5.18億、3.18億、2.1億及7,000萬元購入將軍澳翠林商場、上水天平商場、香港仔華貴商場、屯門兆麟商場、藍田興田商場以及筲箕灣東熹苑商舖與停車場。2015年，以1.1億元購入柴灣峰華邨商舖與停車場。2016年，分別以11.55億及8.1億元購入青衣長康商場以及大埔運頭塘商場。2021年，以13億元購入荃灣石圍角商場以及葵涌安蔭商場。
2019年，林子峰拆售觀塘創匯廣場，並聯同投資者陳秉志等拆售共同持有的中環中心38及39樓全層。2021年，以2.4億元出售興田商場。2022年，以13.6億元出售運頭塘新城。

### 旗下部分項目
- 華貴坊
- 東熹苑商舖與停車場
- 翠林新城
- 天平新城
- 兆麟商場
- 峰華邨商舖與停車場
- 長康商場
- 石圍角新城
- 安蔭新城